# Sheldon Lee Glashow
Sheldon Lee Glashow (Nova York, EUA, 5 de desembre de 1932) és un físic i catedràtic estatunidenc guardonat amb el Premi Nobel de Física l'any 1979.

## Biografia
Els seus pares eren fills d'immigrants russos de tradició jueva. Estudià al Bronx High School of Science, on conegué Steven Weinberg, i posteriorment es llicencià en física l'any 1954 a la Universitat Cornell. El 1959, aconseguí el doctorat a la Universitat Harvard sota la supervisió de Julian Schwinger, i amplià els seus estudis a l'Institut Niels Bohr de Copenhaguen, el CERN i l'Institut Tecnològic de Califòrnia.
Entre 1982 i 1984, Glashow fou professor de física a la Universitat de Houston, i des d'aquell any ho és de la Universitat de Boston.

## Recerca científica
Al costat de Steven Weinberg i Abdus Salam, va desenvolupar la teoria de la interacció electrofeble per la qual l'electromagnetisme i la força nuclear feble són, sota certes condicions, una sola i única interacció. Gràcies a aquests treballs, es va poder comprovar com aquesta teoria era aplicable a totes les partícules i no tan sols als leptons. El 1974 va proposar, junt amb Howard Georgi, una de les primeres teories de Gran Unificació de les forces i partícules fonamentals, el model de Georgi-Glashow.
El 1979 Glashow, juntament amb Steven Weinberg i Abdus Salam, foren guardonats amb el Premi Nobel de Física «pels seus treballs sobre la interacció electrofeble».
Posteriorment, estudià la quiralitat matèria/antimatèria, els neutrins, i realitzà també diversos tests de comprovació de la relativitat especial descrita per Albert Einstein. Així mateix, destaca per ser un dels científics més escèptics de la teoria de les supercordes, que intenta explicar a la vegada totes les partícules subatòmiques existents i unificar totes les forces de la natura.